# LPGA Tour 1952
Navigation
Édition précédente Édition suivante
Le LPGA Tour 1952 est la troisième édition du Ladies Professional Golf Association Tour (LPGA), circuit professionnel féminin de golf, qui se déroule du 4 janvier 1952 au 28 octobre 1952 exclusivement aux États-Unis. Cette troisième édition de ce circuit permet de proposer un certain nombre de tournois professionnels destinés aux femmes en dehors des compétitions amateurs. La volonté de la professionnalisation des golfeuses leur permet désormais de gagner de l'argent en jouant au golf.
Cette saison comporte vingt-quatre tournois auxquels sont insérées des dotations financières en fonction du résultat de la golfeuse. Trois de ces tournois, comme l'édition précédente, sont considérés comme « tournoi majeur » - le Championnat Titleholders, le Western Open et l'Open américain - et sont considérés comme les plus prestigieux et difficiles à remporter.
Après les deux premières éditions remportés par Babe Zaharias, l'Américaine Betsy Rawls lui succède en terminant première au tableau des gains avec 14 505 $ et en remportant un tournoi majeur au cours de la saison : le Western Open. Les deux autres tournois majeurs, le Championnat Titleholders et l'Open américain ont été remportés respectivement par les professionnelles Babe Zaharias et Louise Suggs.

## Histoire
Pour l'organisation de cette troisième édition, tous les tournois se disputent aux États-Unis par des golfeuses principalement américaines professionnelles et amateures. Le calendrier établi fait débuter la saison en Floride comme les deux précédentes éditions. Il ouvre sa saison par l'Open de Jacksonville avec la victoire de Louise Suggs. Au cours de cette saison, tous les tournois ont été remportés par des golfeuses professionnelles.
Avec huit tournois remportés, l'Américaine Betsy Rawls termine première au tableau des gains avec 14 505 $ remportant notamment un tournoi majeur au cours de la saison : le Western Open. Les deux autres tournois majeurs, le Championnat Titleholders et l'Open américain ont été remportés respectivement par les professionnelles Babe Zaharias et Louise Suggs. Au cours de la saison, Suggs a remporté six tournois et Zaharias cinq tournois.

## Participantes à la saison LPGA 1952
Les participantes ont deux statuts. Certaines sont devenues professionnelles, et pour certaines avant la création de ce circuit, mais de nombreuses amateures prennent également part aux tournois sans toutefois pouvoir recevoir le montant des gains en raison de leur statut.
| Participantes    | Participantes    | Participantes    | Participantes    | Participantes    |
| Professionnelles | Professionnelles | Professionnelles | Professionnelles | Professionnelles |
| ---------------- | ---------------- | ---------------- | ---------------- | ---------------- |
| Alice Bauer      | Marlene Bauer    | Patty Berg       | Beverly Hanson   | Betty Jameson    |
| Peggy Kirk       | Kathy McKinnon   | Betsy Rawls      | Marilynn Smith   | Louise Suggs     |
| Babe Zaharias    |                  |                  |                  |                  |
| Amateures        |                  |                  |                  |                  |
| Chris Doran      | Mary Lena Faulk  | Dorothy Kirby    | Dorothy Porter   | Polly Riley      |

## Calendrier de la saison 1952
L'édition 1952 se déroule du 4 janvier 1952 au 28 octobre 1952. La tableau suivant présente tous les tournois programmés pour la saison 1952. Les chiffres entre parenthèses correspondent au nombre de victoires remportées au moment de la victoire de la golfeuse audit tournoi remporté. Il est à noter que tous les tournois considérés comme tournois majeurs sont reconnus comme victoires officielles au palmarès du LPGA et ajoutés au palmarès des golfeuses, même avant sa création en 1950. Les tournois majeurs sont indiqués en gras.
| Date       | Tournoi                           | Catégorie      | Dotation (US$) | Vainqueur individuelle                                                 |
| ---------- | --------------------------------- | -------------- | -------------- | ---------------------------------------------------------------------- |
| 06/01/1952 | Open de Jacksonville, Floride     |                | 3 000 $        | Louise Suggs (10)                                                      |
| 20/01/1952 | Open de Tampa, Floride            |                | 3 500 $        | Louise Suggs (11)                                                      |
| 17/02/1952 | Miami Weathervane, Floride        |                | 3 000 $        | Babe Zaharias (28)                                                     |
| 02/03/1952 | Open de Sarasota, Floride         |                |                | Marlene Bauer (1)                                                      |
| 16/03/1952 | Championnat Titleholders, Géorgie | Tournoi majeur | 2 100 $        | Babe Zaharias (29)                                                     |
| 30/03/1952 | Open de New Orleans, Louisiane    |                | 3 925 $        | Patty Berg (22)                                                        |
| 12/04/1952 | Houston Weathervane, Texas        |                | 3 000 $        | Betsy Rawls (3)                                                        |
| 14/04/1952 | Tournoi Corpus Christi, Texas     |                |                | Betty Jameson (5)                                                      |
| 28/04/1952 | Open de Richmond, Californie      |                | 3 000 $        | Patty Berg (23)                                                        |
| 30/04/1952 | Open de Stockton, Californie      |                |                | Louise Suggs (12)                                                      |
| 01/05/1952 | Open de Bakersfield, Californie   |                |                | Marlene Bauer (2) Betty Jameson (6) Betsy Rawls (4) Babe Zaharias (30) |
| 04/05/1952 | Open de Fresno, Californie        |                | 5 000 $        | Babe Zaharias (31)                                                     |
| 11/05/1952 | Seattle Weathervane, Washington   |                | 3 000 $        | Betsy Rawls (5)                                                        |
| 01/06/1952 | New York Weathervane, New York    |                | 3 000 $        | Patty Berg (24)                                                        |
| 04/06/1952 | 144 Hole Weathervane, Divers      |                | 5 000 $        | Betsy Rawls (6)                                                        |
| 08/06/1952 | Eastern Open, Pennsylvanie        |                |                | Betsy Rawls (7)                                                        |
| 21/06/1952 | Western Open, Illinois            | Tournoi majeur | 5 000 $        | Betsy Rawls (8)                                                        |
| 29/06/1952 | Open américain, Pennsylvanie      | Tournoi majeur | 7 500 $        | Louise Suggs (13)                                                      |
| 10/08/1952 | All American Open, Illinois       |                | 5 500 $        | Louise Suggs (14)                                                      |
| 17/08/1952 | World Championship, Illinois      |                |                | Betty Jameson (7)                                                      |
| 07/09/1952 | Open de Carrollton, Géorgie       |                | 3 000 $        | Betsy Rawls (9)                                                        |
| 10/09/1952 | Open de Thomasville , Géorgie     |                |                | Betsy Rawls (10)                                                       |
| 10/09/1952 | Open de Betty Jameson, Texas      |                |                | Louise Suggs (15)                                                      |
| 28/10/1952 | Open du Texas, Texas              |                |                | Babe Zaharias (32)                                                     |

## Classements saison 1952

### Tableau des gains («Money list»)
Le tableau ci-dessous est le classement des golfeuses par gains obtenus sur cette saison 1952. Le classement par gains est remporté par Betsy Rawls avec 14 505 $ remportés.
| Cla. | Golfeuses   | Gains    | Victoires |
| ---- | ----------- | -------- | --------- |
| 1    | Betsy Rawls | 14 505 $ | 8         |